# Wong (personaggio)
Wong è un personaggio dei fumetti creato da Stan Lee (testi) e Steve Ditko (disegni) pubblicato dalla Marvel Comics. La sua prima apparizione avviene in Strange Tales (vol. 1) n. 110 (luglio 1963), sebbene il suo nome venga rivelato solo diversi anni dopo su Strange Tales (vol. 1) n. 147 (agosto 1966).
Monaco guerriero di Kamar-Taj e ultimo discendente della casta dei Servitori Occulti, uomini addestrati per diventare gli assistenti degli Stregoni Supremi (o Maghi Supremi), Wong è il fedele braccio destro e compagno di avventure del Dottor Strange.

## Biografia del personaggio
Nato a Kamar-Taj, Tibet, unico figlio di Hamir l'Eremita, Wong discende dal monaco studioso dell'occulto Kan che, come penitenza per essersi fatto manipolare dal malvagio mago Vung, ha votato la sua vita e quella di tutti gli uomini della sua famiglia ad aiutare chi usa la magia a fin di bene entrando dunque al servizio dell'Antico, tradizione proseguita per dieci generazioni e che Wong porta avanti con orgoglio fin dall'età di quattro anni studiando in un tempio le arti marziali e le arti mistiche così da ricevere la giusta formazione per servire lo Stregone Supremo. Una volta divenuto adulto, l'Antico lo manda negli Stati Uniti per servire il suo allievo Stephen Strange, cosa che fa di Wong il primo membro della sua famiglia a mettere piede sul suolo statunitense.
Nel corso delle sue avventure il Dottor Strange, che alla morte dell'Antico eredita il titolo di Stregone Supremo, è stato sempre assistito con lealtà ed efficienza da Wong instaurando con lui una profonda amicizia e soccorrendolo nei momenti di difficoltà, ad esempio facendolo tornare umano dopo che Dracula lo trasforma in vampiro, soccorrendolo e guarendogli il viso dopo che lo stregone paradimensionale Urthona lo ha catturato e sfregiato o aiutandolo a sconfiggere la strega Shadowqueen, in passato nota come principessa Shialmar, di cui il suo antenato Kan è stato innamorato.
Wong sviluppa inoltre dei forti sentimenti nei confronti della segretaria di Strange, Sara Wolfe, venendo ricambiato ma trovandosi costretto a rinunciarvi per rispettare gli impegni presi con Imei Chang, sua promessa sposa in un matrimonio combinato deciso dalle rispettive famiglie quando Wong aveva ancora dieci anni. Nel momento in cui la ragazza viene uccisa e sostituita da un demone al servizio di un'avversaria del Dottor Strange, Wong incolpa quest'ultimo della cosa e lo abbandoni, sebbene in seguito i due si riappacifichino e Strange gli salvi la vita procurandosi l'elisir del demone Otkid per guarirlo da un tumore al cervello.
In seguito agli eventi della guerra civile dei superumani Strange decide di appoggiare i Nuovi Vendicatori, entrati in clandestinità poiché contrari alla registrazione, dando loro rifugio nel suo Sanctum Sanctorum e Wong si mette al loro servizio. Nel periodo in cui Strange cede il titolo di Stregone Supremo a Fratello Voodoo Wong resta comunque al suo fianco, sebbene riprenda ufficialmente il suo ruolo di assistente solo dopo che lo stregone riottiene il titolo.

## Poteri e abilità
Wong è un eccezionale combattente corpo a corpo ed esperto di arti marziali inoltre, pur non praticando molto la magia, conosce piuttosto bene le arti occulte in virtù del tempo passato al servizio dell'Antico e del Dottor Strange. Sebbene di per sé non disponga di veri poteri magici in alcune circostanze, aiutando Strange, ha dato prova di saper utilizzare la magia.

## Altre versioni

### Marvel Zombi
In Marvel Zombi Wong viene sbranato dalla versione zombie del Dottor Druido mentre si trovava solo nel Sanctum Sanctorum, nonostante questi stesse cercando di controllarsi.

### Terra X
Nella realtà alternativa di Terra X Wong, mutato in un essere con un secondo torso al posto della metà inferiore del corpo, assume l'identità di Red Ronin divenendo, dopo l'omicidio del Dottor Strange, il guardiano del suo cadavere.

### Ultimate
Nell'universo Ultimate Wong è stato l'assistente del Dottor Strange prima che questi scomparisse misteriosamente e, diversi anni dopo, rintraccia Stephen Jr., il figlio avuto dal suo padrone con Clea e cresciuto lontano dal mondo della magia per volere di quest'ultima, mettendolo al corrente della verità sulle sue origini.

## Altri media

### Cinema

#### Lungometraggi
- Il personaggio, doppiato in originale da Paul Nakauchi e in italiano da Stefano Mondini, compare nel film d'animazione Dottor Strange - Il mago supremo, prodotto dai Marvel Studios e distribuito direttamente in home video da Lions Gate Entertainment nel 2007

### Marvel Cinematic Universe
Wong appare nel Marvel Cinematic Universe (MCU) interpretato da Benedict Wong. In questa versione fa sia da insegnante che fedele amico per il Dottor Strange, oltre ad essere molto più pratico e potente in magia.
- Appare per la prima volta in Doctor Strange (2016).[18] Si occupa della biblioteca di Kamar-Taj e aiuta Strange e Mordo durante lo scontro finale con Kaecilius e Dormammu, battaglia nel quale muore temporaneamente prima di venir riportato in vita dal Dottor Strange, grazie al potere della Gemma del Tempo. Al termine del film, assiste lo stregone nel vegliare sul Santuario di New York.
- Wong ritorna in Avengers: Infinity War (2018), dove spiega a Tony Stark e Bruce Banner, insieme al Dottor Strange, le origini delle sei misteriose Gemme dell'Infinito. Dopo che Strange viene catturato da uno dei membri dell'Ordine Nero, Fauce d'Ebano, Wong rimane sulla Terra per proteggere il santuario di New York.
- In Avengers: Endgame (2019), Wong aiuta gli Avengers nella battaglia finale contro Thanos e il suo esercito portando con sé tutti i Maestri delle Arti Mistiche, insieme ai supereroi resuscitati, gli Asgardiani, i guerrieri del Wakanda e i Ravagers. Alla fine della battaglia presenzia al funerale di Iron Man assieme al Dottor Strange. Era incerto se fosse stato vittima o meno dello schiocco di Thanos, in quanto lo script originale di questo film lo indicava tra gli scomparsi dopo tale evento,[19] mentre i poster promozionali lo raffiguravano tra i sopravvissuti.
- Due versioni alternative di Wong appaiono all'interno della prima serie animata del Marvel Cinematic Universe What If...? (2021), prodotta per Disney+. La prima appare nel quarto episodio. dove cerca di dissuadere Sephen Strange dal tornare indietro nel tempo per salvare Christine Palmer. Mentre nel quinto, una versione zombie di Wong appare insieme a quelle di Strange e Iron Man.
- Wong riappare in due scene del film Shang-Chi e la leggenda dei Dieci Anelli (2021). Nella prima, lo si vede combattere in un fight club contro l'Abominio, avendo la meglio su questi e successivamente riportandolo in cella. Nella seconda, dopo i titoli di coda, mette Shang-Chi e la sua amica Katy in contatto con Bruce Banner e Carol Denvers, per poi unirsi ai due protagonisti in un karaoke della celebre canzone Hotel California.
- Il personaggio riappare nel film Spider-Man: No Way Home (2021). In questo film viene confermato che è sopravvissuto allo schiocco di Thanos e che durante l'assenza  di Strange dovuta al Blip è diventato il nuovo Stregone Supremo. All'inizio del film, assieme al Dottor Strange, accoglie Peter Parker nel Santuario di New York, avvolto da un'accidentale bufera di neve. Tuttavia, quando Strange afferma di voler utilizzare un incantesimo di memoria per far dimenticare a tutto il mondo l'identità segreta di Peter compromessa da Mysterio, Wong (dopo aver cercato invano di persuadere l'amico a non lanciare  quella magia troppo rischiosa) si ritira a Kamar-Taj, non volendo avere a che fare con le conseguenze dell'incantesimo.
- In Doctor Strange nel Multiverso della Follia (2022), Wong e Strange proteggono America Chavez da Scarlet Witch. Wong viene fatto prigioniero della strega e costretto a rivelarle l’ubicazione del Monte Wundagore, per poi venire salvato dall'intervento di Strange. In questo film compare brevemente anche Sara, compagna di Wong e maga di Kamar-Taj, che sacrifica la sua vita per distruggere il Darkhold.
- Wong ritorna anche nei panni del personaggio nella serie televisiva dell'MCU She-Hulk: Attorney at Law (2022), pubblicata su Disney+.

### Televisione
- Wong, interpretato da Clyde Kusatsu, compare nel film TV del 1978 Dr. Strange.
- Il personaggio (doppiato in originale da George Takei[20]) compare insieme a Strange nel 28 episodio della serie animata Spider-Man - L'Uomo Ragno, intitolato appunto Il dottor Strange (Doctor Strange), dove fornisce assistenza a quest'ultimo e all'Uomo Ragno per liberare Mary Jane Watson dal Barone Mordo e Dormammu.
- Wong ha un cameo in un episodio di Super Hero Squad Show.

### Videogiochi
- Wong è un personaggio non giocabile di Marvel: La Grande Alleanza.
- È un personaggio giocabile in Marvel Future Fight.